# Kabinett Smajylow I
Das Kabinett Smajylow I bildete vom 11. Januar 2022 bis März 2023 die Regierung von Kasachstan. Es wurde vom Kabinett Smajylow II abgelöst.

## Regierungsmitglieder
| Amt                                                                            | Bild                                                | Name                                                   |
| ------------------------------------------------------------------------------ | --------------------------------------------------- | ------------------------------------------------------ |
| Premierminister                                                                |                                                     | Älichan Smajylow                                       |
| Erster Stellvertretender Premierminister                                       |                                                     | Roman Skljar                                           |
| Stellvertretende Premierminister                                               |                                                     | Muchtar Tleuberdi (bis 3. April 2023)                  |
| Stellvertretende Premierminister                                               | Murat Nurtleu (ab 3. April 2023)                    |                                                        |
| Stellvertretende Premierminister                                               | Baqyt Sultanow (bis 2. September 2022)              |                                                        |
| Stellvertretende Premierminister                                               | Serik Schumangharin (ab 2. September 2022)          |                                                        |
| Stellvertretende Premierminister                                               | Jeraly Toghschanow (bis 31. August 2022)            |                                                        |
| Stellvertretende Premierminister                                               | Altai Kölginow (31. August 2022 bis 11. April 2022) |                                                        |
| Stellvertretende Premierminister                                               | Tamara Düisenowa (ab 11. April 2022)                |                                                        |
| Minister im Büro des Premierministers                                          |                                                     | Ghalymschan Qoischibajew                               |
| Außenminister                                                                  |                                                     | Muchtar Tleuberdi (bis 3. April 2023)                  |
| Außenminister                                                                  | Murat Nurtleu (ab 3. April 2023)                    |                                                        |
| Verteidigungsminister                                                          |                                                     | Murat Bektanow (bis 19. Januar 2022)                   |
| Verteidigungsminister                                                          | Ruslan Schaqsylyqow (ab 19. Januar 2022)            |                                                        |
| Innenminister                                                                  |                                                     | Jerlan Turghymbajew (bis 25. Februar 2022)             |
| Innenminister                                                                  | Marat Achmetschanow (bis 25. Februar 2022)          |                                                        |
| Minister für Information und soziale Entwicklung                               |                                                     | Asqar Umarov (bis 2. September 2022)                   |
| Minister für Information und soziale Entwicklung                               | Darchan Qydyrali (ab 2. September 2022)             |                                                        |
| Landwirtschaftsminister                                                        |                                                     | Jerbol Qaraschökejew                                   |
| Justizminister                                                                 |                                                     | Qanat Musin (bis 30. Dezember 2022)                    |
| Justizminister                                                                 | Asamat Jesqarajew (ab 30. Dezember 2022)            |                                                        |
| Minister für Bildung und Wissenschaft                                          |                                                     | Ashat Aimaghambetow (bis 11. Juni 2022)                |
| Minister für Bildung                                                           |                                                     | Ashat Aimaghambetow (11. Juni 2022 bis 4. Januar 2023) |
| Minister für Bildung                                                           | Ghani Beisembajew (ab 4. Januar 2023)               |                                                        |
| Minister für Wissenschaft                                                      |                                                     | Saiasat Nurbek (ab 11. Juni 2022)                      |
| Gesundheitsministerin                                                          |                                                     | Aschar Ghiniat                                         |
| Minister/in für Arbeit und sozialen Schutz der Bevölkerung                     |                                                     | Serik Schapkenow (bis 11. April 2022)                  |
| Minister/in für Arbeit und sozialen Schutz der Bevölkerung                     | Tamara Düisenova (ab 11. April 2022)                |                                                        |
| Minister für Industrie und Infrastrukturentwicklung                            |                                                     | Qaiyrbek Uskenbajew (bis 4. Januar 2023)               |
| Minister für Industrie und Infrastrukturentwicklung                            | Marat Qarabajew (ab 4. Januar 2023)                 |                                                        |
| Finanzminister                                                                 |                                                     | Jerulan Schamaubajew                                   |
| Minister für Kultur und Sport                                                  |                                                     | Dauren Abajew (bis 4. Januar 2023)                     |
| Minister für Kultur und Sport                                                  | Ashat Oralow (ab 4. Januar 2023)                    |                                                        |
| Minister für Handel und Integration                                            |                                                     | Baqyt Sultanow (bis 2. September 2022)                 |
| Minister für Handel und Integration                                            | Serik Schumangharin (ab 2. September 2022)          |                                                        |
| Katastrophenschutzminister                                                     |                                                     | Juri Iljin (bis 10. Juni 2023)                         |
| Katastrophenschutzminister                                                     | Syrym Scharipchanow (ab 10. Juni 2023)              |                                                        |
| Wirtschaftsminister                                                            |                                                     | Alibek Quantyrow                                       |
| Minister für digitale Entwicklung, Innovation und Luft- und Raumfahrtindustrie |                                                     | Baghdat Musin                                          |
| Minister/in für Ökologie, Geologie und natürliche Ressourcen                   |                                                     | Serikqali Brekeschew (bis 14. März 2023)               |
| Minister/in für Ökologie, Geologie und natürliche Ressourcen                   | Sülfia Süleimenowa (ab 14. März 2023)               |                                                        |
| Energieminister                                                                |                                                     | Bolat Aqscholaqow (bis 4. April 2023)                  |
| Energieminister                                                                | Almasadam Satqalijew (ab 4. April 2023)             |                                                        |